# Volocopter VC200 / 2X
Die Volocopter VC200 / 2X sind elektrisch angetriebene Luftfahrzeuge, die autonom fliegen und senkrecht starten und landen können (eVTOL). Diese Vorserienmodelle werden wie das voraussichtliche Serienmodell VoloCity von dem deutschen Hersteller Volocopter hergestellt.

## Geschichte
Volocopter baute den Doppelsitzer VC200 nach der Zusage von Fördermitteln durch das Bundesministerium für Wirtschaft und Energie. Am 17. November 2013 fand der unbemannte Erstflug des Prototyps in der Dm-Arena der Messe Karlsruhe statt. Auf der Luftfahrtausstellung Aero Friedrichshafen präsentierte das Unternehmen im April 2014 den VC200.
Den ersten bemannten Flug führte Alexander Zosel am 30. März 2016 durch. Seitdem gibt es eine vorläufige Flugzulassung für das Gerät. 
Volocopter präsentierte das 2X eVTOL-Luftfahrzeug im Jahr 2019 in mehreren internationalen öffentlichen Flugvorführungen.  Zu diesem Zeitpunkt hatte Volocopter insgesamt mehr als 1.000 Testflüge durchgeführt. Im November 2023 flog der 2X vom Downtown Manhattan Heliport (DMH), New York über Manhattan. Bürgermeister Eric Adams will die Stadt zu einem Zentrum für eVTOLs machen. Der Flug fand statt während einer Veranstaltung der New York City Economic Development Corporation (NYCEDC).

## Konstruktion

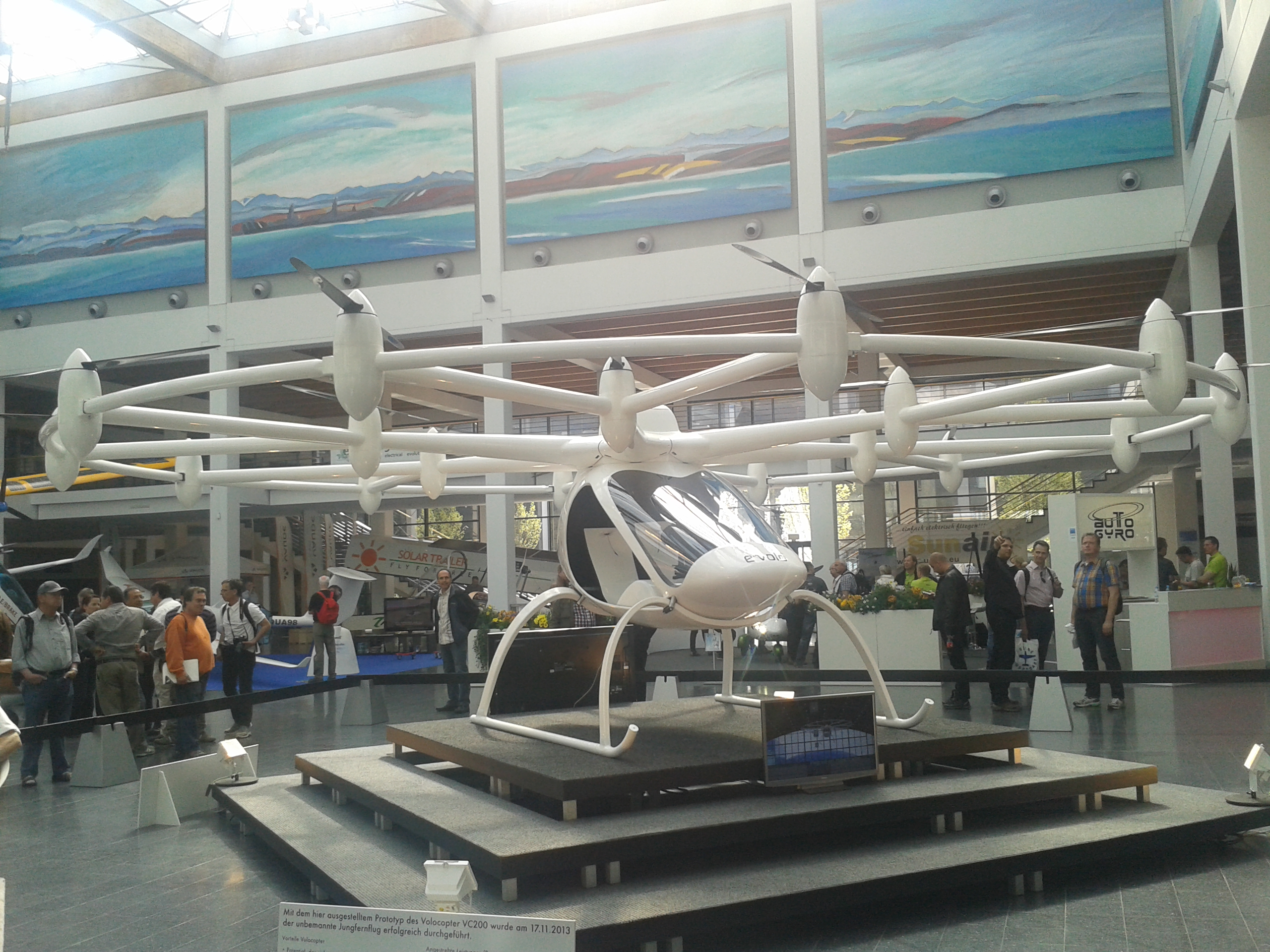
In Friedrichshafen 2014 ausgestellter Prototyp des Volocopter VC200

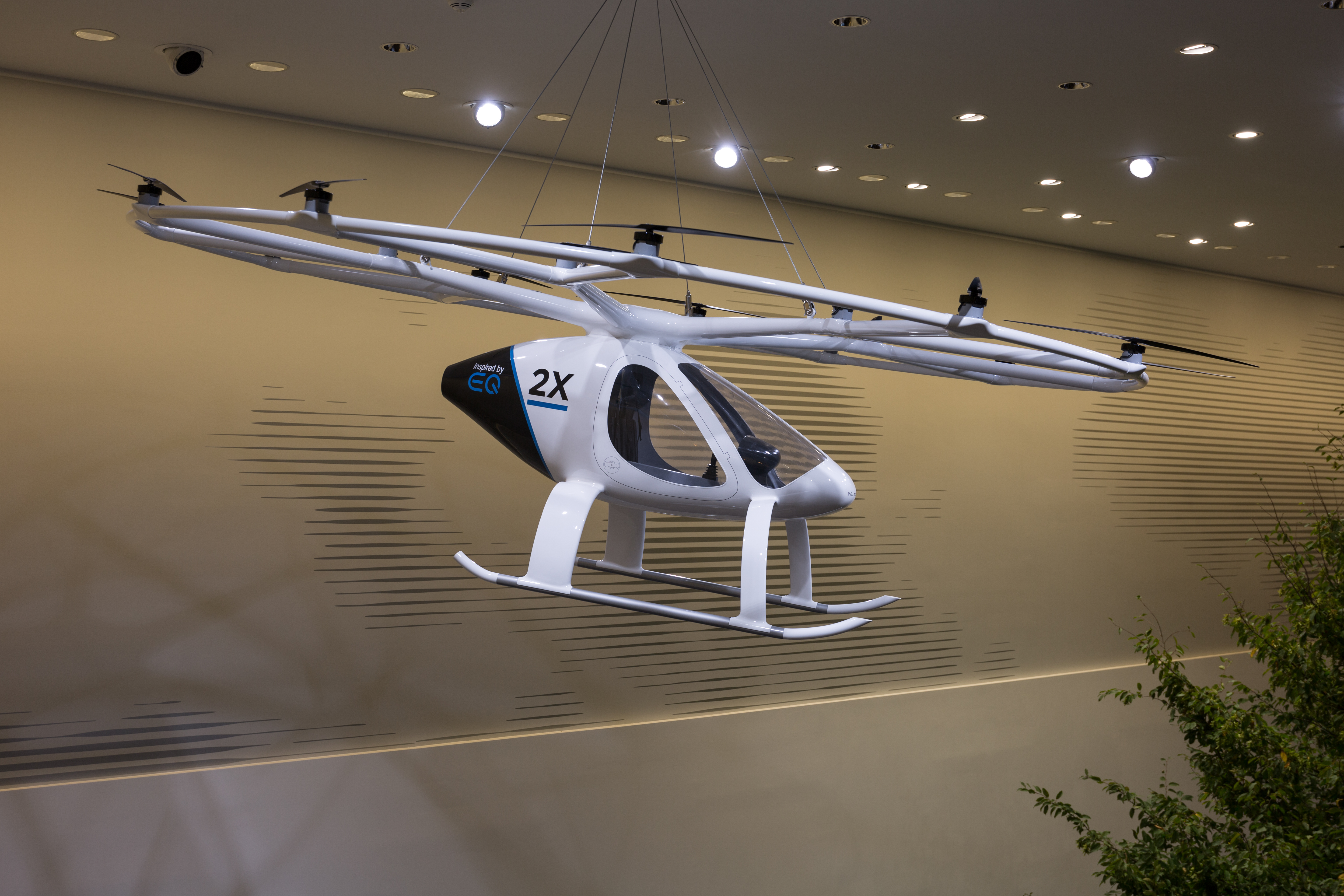
2017 Volocopter X2 Modell, IAA Frankfurt

2012 begann das Unternehmen zusammen mit einer Gruppe von Forschungs- und Industriepartnern mit dem Bau des zweisitzigen VC200. Bei dem Prototyp handelte es sich um ein Luftfahrzeug, dessen Cockpit-Rumpf und die sechs hexagonal angeordneten Rotorarme vollständig aus kohlenstofffaserverstärktem Kunststoff bestanden. Jeder Arm war mit drei Elektromotoren und Propellern ausgestattet, dadurch gab es insgesamt 18 elektrische Antriebseinheiten.
Der VC200 hatte seinen ersten ferngesteuerten Flug im November 2013 und seinen ersten bemannten Flug am 30. März 2016. Anfang desselben Jahres erhielt der VC200 die vorläufige Verkehrszulassung als deutsches Ultraleichtflugzeug.
Als Nachfolger des VC200 begann das Unternehmen mit der Entwicklung des Volocopter 2X als zukünftiges Serienmodell. Es hatte eine ähnliche Form, mit schlankeren Motoren, stabileren Kufen und ebenfalls zwei Sitzen. Das 2X-Modell wurde im April 2017 zum ersten Mal auf der Aero Friedrichshafen öffentlich vorgestellt. Der 2X ging im April 2018 in die Vorserienproduktion und wurde in Kooperation mit DG Flugzeugbau gebaut.
Beide Modelle VC200 und 2X sind mit einem Gesamtrettungssystem ausgestattet, was ein Novum bei Hubschraubern darstellt. Bei normalen Hubschraubern und Tragschraubern (Autogyros) ist die Möglichkeit zum Herausschießen des Rettungsschirmes nach oben durch den Hauptrotor versperrt und der Einsatz eines Gesamtrettungssystems nicht ohne weiteres möglich. Zuvor war nur bei einigen Hubschraubern von Kamow durch Absprengen der Hauptrotorblätter und den nachfolgenden Einsatz eines Schleudersitzes eine Rettungsmöglichkeit vorgesehen.

### Volocopter VC200
Erster Prototyp als Vorstufe für die Entwicklung des Volocopter 2X.

#### Technische Daten
| Kenngröße            | VC200                                                        |
| -------------------- | ------------------------------------------------------------ |
| Besatzung            | selbststeuernd                                               |
| Passagiere           | 2                                                            |
| Länge                | 2,9 m                                                        |
| Spannweite           | 9,15 m                                                       |
| Höhe                 | 2 m                                                          |
| Propellerdurchmesser | 1,80 m                                                       |
| Geringstes Sinken    | 3 m/s                                                        |
| Nutzlast             | 150 kg                                                       |
| Leermasse            | 300 kg                                                       |
| max. Startmasse      | 450 kg                                                       |
| Reisegeschwindigkeit | 100 km/h                                                     |
| Dienstgipfelhöhe     | über 2000 m                                                  |
| Reichweite           | 27 km                                                        |
| Triebwerke           | 18 × 3-Phasen-PM-Synchronmotor bürstenloser Gleichstrommotor |

### Volocopter 2X
Im April 2017 begann die Produktion des Volocopter 2X. Es handelte sich „nicht nur um eine modifizierte Version des Prototypen VC200, sondern um eine komplette Neuentwicklung in allen Teilen.“
Im Herbst 2017 begann ein fünfjähriges Versuchsprogramm in Dubai. Dabei soll ein angestrebter Betrieb autonomer Lufttaxis als öffentliches Verkehrsmittel erprobt werden. Am 14. September 2019 fand der erste, noch unbemannte Freiflug in Deutschland (Stuttgart) statt.
Im Juni 2021 fand ein dreiminütiger Flug in Le Bourget statt. Im August 2021 flog 2X den scheinbar ersten bemannten Testflug eines eVTOL-Lufttaxis in den Vereinigten Staaten. Ab September 2021 werde das Serienmodell VoloCity in Pontoise bei Paris für einen möglichen Einsatz während der Olympischen Spiele 2024 getestet werden.

#### Technische Daten
| Kenngröße            | 2X                                                           |
| -------------------- | ------------------------------------------------------------ |
| Besatzung            | selbststeuernd                                               |
| Passagiere           | 2                                                            |
| Länge                | 3,2 m                                                        |
| Spannweite           | 9,15 m                                                       |
| Höhe                 | 2,15 m                                                       |
| Propellerdurchmesser | 1,80 m                                                       |
| Geringstes Sinken    | 3 m/s                                                        |
| Nutzlast             | 160 kg                                                       |
| Leermasse            | 290 kg                                                       |
| max. Startmasse      | 450 kg                                                       |
| Reisegeschwindigkeit | 102 km/h                                                     |
| Dienstgipfelhöhe     | über 2000 m                                                  |
| Reichweite           | 27 km                                                        |
| Triebwerke           | 18 × 3-Phasen-PM-Synchronmotor bürstenloser Gleichstrommotor |

## Nutzung
2018 gab die ADAC-Luftrettung bekannt, Volocopter in Modellregionen in Bayern und Rheinland-Pfalz im Rettungsdienst testen zu wollen.
Die erste konkret geplante Nutzung ist die Einführung eines E-Flugtaxi-Dienstes in Singapur zunächst auf einer touristischen Route. Bis 2026 soll es dann ein ganzes Netz von Routen geben.

## Vergleichbare Typen
- VoloCity

## Verwandte Entwicklungen
- EHang 216